# Grand Prix automobile de Monaco 2021
GP précédent GP suivant
Le Grand Prix automobile de Monaco 2021 (Formula 1 Grand Prix de Monaco 2021) disputé le 23 mai 2021 sur le circuit de Monaco, est la 1040e épreuve du championnat du monde de Formule 1 courue depuis 1950. Il s'agit de la soixante-septième édition du Grand Prix de Monaco comptant pour le championnat du monde de Formule 1 et la cinquième manche du championnat 2021.
Pour la première fois en 65 ans, le Grand Prix n'avait pas été organisé en 2020 dans le contexte de la crise sanitaire provoquée par la pandémie de Covid-19. L'Automobile Club de Monaco a confirmé dès janvier 2021 la tenue du 78e Grand Prix de Monaco et annonce accepter, uniquement en tribunes, 7 500 spectateurs par jour, sous réserve qu'ils soient testés négatifs à la Covid-19.
Sur un circuit où la puissance du moteur n'est pas primordiale, Charles Leclerc bénéficie de l'agilité de sa SF21 et établit le meilleur temps dans la troisième phase des qualifications dès sa première tentative, avec des records dans les deuxième et troisièmes secteurs. Il obtient donc la huitième pole position de sa carrière, sa première depuis le Grand Prix du Mexique 2019 et sa première également dans les rues où il a grandi, performance que seul Louis Chiron avait réussie en 1936, avant la création du championnat du monde de Formule 1. Toutefois, le Monégasque fracasse sa monoplace à la Piscine lors de sa deuxième tentative, à dix-huit secondes du terme. Cet accident interrompt net, d'une part, les tours rapides de Max Verstappen et de son coéquipier Carlos Sainz Jr. qui chassaient eux aussi la pole position et, d'autre part, crée une incertitude car l'éventuelle casse de sa boîte de vitesses dans le crash occasionnerait un recul de cinq places sur la grille en cas de changement. Son écurie annonce finalement que la boîte étant intacte, le régional de l'étape doit partir de la position de tête, accompagné en première ligne par Max Verstappen, devancé de 230 millièmes de seconde. Valtteri Bottas tire le meilleur parti des Mercedes W12, en difficulté sur ce tracé, avec le troisième temps et un départ en deuxième ligne devant Carlos Sainz Jr.. Lando Norris précède Pierre Gasly sur la troisième ligne tandis que Lewis Hamilton ne réalise que le septième temps, devant Sebastian Vettel qui obtient sa meilleure qualification avec Aston Martin. La cinquième ligne est composée de Sergio Pérez et d'Antonio Giovinazzi qui a hissé son Alfa Romeo en Q3. Mais, à moins d'une heure du départ, lors de son tour de mise en grille à la sortie du tunnel, Leclerc s'exclame « Non ! Non ! », avant de revenir dans son box et d'abandonner après la casse du moyeu de transmission côté gauche (directement imputable à son crash du samedi), laissant vide l'emplacement de la pole position. 
Sous le drapeau à damier brandi par Serena Williams, Max Verstappen remporte la douzième victoire de sa carrière, sa deuxième de la saison, son succès inaugural à Monaco ; pour la première fois, il prend la tête du championnat du monde, délogeant Lewis Hamilton. Il mène l'intégralité des soixante-dix-huit tours, repoussant, au premier virage, un assaut de Valtteri Bottas, qui n'avait personne devant lui à la suite de l'abandon prématuré de Leclerc, avant de contrôler la course. Deuxième derrière le Néerlandais, Bottas connaît une terrible mésaventure lors de son arrêt au stand, au trentième tour, lorsque ses mécaniciens ne parviennent pas à desserrer l'écrou de sa roue avant droite, y compris en changeant de pistolet, ce qui le contraint à l'abandon. Du coup, Carlos Sainz roule derrière Verstappen jusqu'au bout, tout comme Lando Norris, troisième, résistant sur la fin au retour de Sergio Pérez qui a gagné trois places en s'arrêtant tardivement, au trente-cinquième tour, pour terminer au pied du podium. Ce cinquième podium de Verstappen en cinq courses est inédit ; c'est aussi le premier de la saison pour Sainz et Ferrari et le deuxième de Norris. Sebastian Vettel, élu « pilote du jour »,  marque ses premiers points de la saison et met fin à une série de sept Grands Prix sans marquer, en réalisant un overcut sur Lewis Hamilton et en prenant le meilleur sur Pierre Gasly à sa sortie des stands au trente-deuxième passage, dans la montée de Beau Rivage pour se classer cinquième. Hamilton, aux premières loges pour assister à ce dépassement, subit un autre overcut, de la part de Sergio Pérez, parti derrière lui, et ne masque pas son mécontentement à la radio, fustigeant la stratégie de son équipe qui l'a rappelé au stand dès le vingt-neuvième tour. Gasly termine sixième, dans les échappements de Vettel, sans que le septuple champion du monde britannique n'ait été en mesure de le menacer. Ce dernier chausse des pneus tendres en fin de course pour réaliser le meilleur tour en course et limiter sa perte de points sur Verstappen avec une unité supplémentaire s'ajoutant aux six de sa septième place. Pour le gain du huitième rang, Lance Stroll prend le meilleur sur Esteban Ocon et Antonio Giovinazzi marque le premier point d'Alfa Romeo dans ce championnat.  
Max Verstappen est dans une position qu'il n'a jamais connue depuis ses débuts, en 2015 : aux commandes du championnat du monde, avec 105 points devant Lewis Hamilton (101 points). Lando Norris (56 points) subtilise la troisième place à Valtteri Bottas (47 points) et Sergio Pérez (44 points) déloge Charles Leclerc (40 points) de la cinquième place. Carlos Sainz (38 points) remonte au septième rang devant Daniel Ricciardo (24 points), Pierre Gasly (16 points), Esteban Ocon, dixième avec 12 points ; Sebastian Vettel qui entre au classement avec 10 points. Pour la première fois depuis 2014, Red Bull Racing prend la tête du championnat des constructeurs (149 points), une unité devant Mercedes Grand Prix (148 points). McLaren Racing reste troisième (80 points) mais Ferrari (78 points) se rapproche. Suivent, groupés, Aston Martin (19 points), AlphaTauri (18 points) et Alpine (17 points). Alors qu'Alfa Romeo marque son premier point, Haas et Williams attendent encore de marquer.

## Pneus disponibles
| Pneus pour piste sèche | Pneus pour piste sèche | Pneus pour piste sèche | Pneus pluie    | Pneus pluie |
| ---------------------- | ---------------------- | ---------------------- | -------------- | ----------- |
| Durs (Type C3)         | Medium (Type C4)       | Tendres (Type C5)      | Intermédiaires | Pluie       |

## Essais libres

### Première séance, le jeudi de 11 h 30 à 12 h 30
| Pos. | Pilote           | Voiture          | Chrono         | Écart     |
| ---- | ---------------- | ---------------- | -------------- | --------- |
| 1    | Sergio Pérez     | Red Bull-Honda   | 1 min 12 s 487 |           |
| 2    | Carlos Sainz Jr. | Ferrari          | 1 min 12 s 606 | + 0 s 119 |
| 3    | Max Verstappen   | Red Bull-Honda   | 1 min 12 s 648 | + 0 s 161 |
| 4    | Pierre Gasly     | AlphaTauri-Honda | 1 min 12 s 929 | + 0 s 442 |
| 5    | Lewis Hamilton   | Mercedes         | 1 min 12 s 995 | + 0 s 508 |
| 6    | Valtteri Bottas  | Mercedes         | 1 min 13 s 131 | + 0 s 644 |

- Sergio Pérez réalise le meilleur temps d'une session d'essais libres pour la première fois de sa carrière.

### Deuxième séance, le jeudi de 15 h à 16 h
| Pos. | Pilote           | Voiture          | Chrono         | Écart     |
| ---- | ---------------- | ---------------- | -------------- | --------- |
| 1    | Charles Leclerc  | Ferrari          | 1 min 11 s 684 |           |
| 2    | Carlos Sainz Jr. | Ferrari          | 1 min 11 s 796 | + 0 s 112 |
| 3    | Lewis Hamilton   | Mercedes         | 1 min 12 s 074 | + 0 s 390 |
| 4    | Max Verstappen   | Red Bull-Honda   | 1 min 12 s 081 | + 0 s 397 |
| 5    | Valtteri Bottas  | Mercedes         | 1 min 12 s 107 | + 0 s 423 |
| 6    | Lando Norris     | McLaren-Mercedes | 1 min 12 s 379 | + 0 s 695 |

- À dix minutes du terme, Mick Schumacher tape le rail à l'entrée de Massenet, dans la montée du Casino ; il tente de ramener sa Haas VF-21 au stand mais une crevaison le contraint à se ranger dans l'échappatoire de la nouvelle chicane face à la sortie du tunnel. Le drapeau jaune est, dans un premier temps, déployé, puis la séance est interrompue au drapeau rouge afin de permettre le nettoyage de la piste, Schumacher ayant arraché des morceaux de banderole lors de son accident[6],[7].
- Charles Leclerc, dernier de la précédente séance, stoppé par un problème de boîte de vitesses qui doit être changée, réalise le meilleur temps d'une session d'essais libres pour la première fois de la saison. La présence des deux Ferrari en haut de la feuille des temps est inédite depuis 2019.

### Troisième séance, le samedi de 12 h à 13 h
| Pos. | Pilote           | Voiture          | Chrono         | Écart     |
| ---- | ---------------- | ---------------- | -------------- | --------- |
| 1    | Max Verstappen   | Red Bull-Honda   | 1 min 11 s 294 |           |
| 2    | Carlos Sainz Jr. | Ferrari          | 1 min 11 s 341 | + 0 s 047 |
| 3    | Charles Leclerc  | Ferrari          | 1 min 11 s 552 | + 0 s 258 |
| 4    | Valtteri Bottas  | Mercedes         | 1 min 11 s 765 | + 0 s 471 |
| 5    | Sergio Pérez     | Red Bull-Honda   | 1 min 11 s 817 | + 0 s 523 |
| 6    | Lando Norris     | McLaren-Mercedes | 1 min 11 s 988 | + 0 s 664 |

- Cette séance est interrompue au drapeau rouge à deux reprises. À douze minutes du terme, Nicholas Latifi tape le rail dans le secteur de la piscine et détruit le train avant de sa Williams. À deux minutes du drapeau à damier, la session est définitivement close  après un accident de Mick Schumacher qui détruit sa Haas au virage du Casino[9].

## Séance de qualifications

### Résultats des qualifications
| Pos.                                                                                      | Pilote             | Écurie                | Qualifications 1 | Qualifications 2 | Qualifications 3 |
| ----------------------------------------------------------------------------------------- | ------------------ | --------------------- | ---------------- | ---------------- | ---------------- |
| 1                                                                                         | Charles Leclerc    | Ferrari               | 1 min 11 s 113   | 1 min 10 s 597   | 1 min 10 s 346   |
| 2                                                                                         | Max Verstappen     | Red Bull-Honda        | 1 min 11 s 124   | 1 min 10 s 650   | 1 min 10 s 576   |
| 3                                                                                         | Valtteri Bottas    | Mercedes              | 1 min 10 s 938   | 1 min 10 s 695   | 1 min 10 s 601   |
| 4                                                                                         | Carlos Sainz Jr.   | Ferrari               | 1 min 11 s 324   | 1 min 10 s 806   | 1 min 10 s 611   |
| 5                                                                                         | Lando Norris       | McLaren-Mercedes      | 1 min 11 s 321   | 1 min 11 s 031   | 1 min 10 s 620   |
| 6                                                                                         | Pierre Gasly       | AlphaTauri-Honda      | 1 min 11 s 560   | 1 min 11 s 179   | 1 min 10 s 900   |
| 7                                                                                         | Lewis Hamilton     | Mercedes              | 1 min 11 s 622   | 1 min 11 s 116   | 1 min 11 s 095   |
| 8                                                                                         | Sebastian Vettel   | Aston Martin-Mercedes | 1 min 12 s 078   | 1 min 11 s 309   | 1 min 11 s 419   |
| 9                                                                                         | Sergio Pérez       | Red Bull-Honda        | 1 min 11 s 644   | 1 min 11 s 019   | 1 min 11 s 573   |
| 10                                                                                        | Antonio Giovinazzi | Alfa Romeo-Ferrari    | 1 min 11 s 658   | 1 min 11 s 409   | 1 min 11 s 779   |
| 11                                                                                        | Esteban Ocon       | Alpine-Renault        | 1 min 11 s 740   | 1 min 11 s 486   |                  |
| 12                                                                                        | Daniel Ricciardo   | McLaren-Mercedes      | 1 min 11 s 747   | 1 min 11 s 598   |                  |
| 13                                                                                        | Lance Stroll       | Aston Martin-Mercedes | 1 min 11 s 979   | 1 min 11 s 600   |                  |
| 14                                                                                        | Kimi Räikkönen     | Alfa Romeo-Ferrari    | 1 min 11 s 899   | 1 min 11 s 642   |                  |
| 15                                                                                        | George Russell     | Williams-Mercedes     | 1 min 12 s 016   | 1 min 11 s 830   |                  |
| 16                                                                                        | Yuki Tsunoda       | AlphaTauri-Honda      | 1 min 12 s 096   |                  |                  |
| 17                                                                                        | Fernando Alonso    | Alpine-Renault        | 1 min 12 s 205   |                  |                  |
| 18                                                                                        | Nicholas Latifi    | Williams-Mercedes     | 1 min 12 s 366   |                  |                  |
| 19                                                                                        | Nikita Mazepin     | Haas-Ferrari          | 1 min 12 s 958   |                  |                  |
| Temps minimal à réaliser pour la qualification : 1 min 15 s 903 (107 % de 1 min 10 s 938) |                    |                       |                  |                  |                  |
| Nq.                                                                                       | Mick Schumacher    | Haas-Ferrari          | Pas de temps     |                  |                  |

### Grille de départ
- La pole position de Charles Leclerc, qui a réalisé le meilleur temps lors de son premier tour rapide, se retrouve en suspens après son accident dans les esses de la Piscine lors de sa deuxième tentative en Q3. Un accident assez classique, le même que Verstappen en 2018 et que Latifi lors des essais libres : il touche le rail à l'avant droit en sortie du esse, plie sa suspension, continue tout droit en escaladant le vibreur et écrase sa monoplace dans les barrières. Le pilote et son équipe craignent un temps de devoir changer la boîte de vitesses et, ainsi, de perdre la pole position, une pénalité de cinq places étant dès lors infligée. À midi, le jour de la course, Ferrari annonce que la boîte est intacte, et que par conséquent, le Monégasque s'élancera en tête avec une SF21 réparée[11],[12]. Toutefois, lors du tour de mise en grille, Leclerc, qui rencontre un problème de transmission, rentre au box pour abandonner, laissant l'emplacement de la pole position vide[13]. Après analyse, la Scuderia confirme que c'est le moyeu de transmission côté gauche, fissuré lors de son crash, qui a cédé[14].
- Mick Schumacher, ayant endommagé sa monoplace lors de la troisième séance d'essais libres, n'a enregistré aucun temps et ne se qualifie pas pour la course. Repêché par les commissaires, il est autorisé à prendre le départ depuis la vingtième et dernière place de la grille ; il reçoit une pénalité d'un recul de cinq positions sur la grille pour changement de boîte de vitesse, sans conséquence[15].

## Course

### Classement de la course
| Pos. | no | Pilote             | Écurie                | Tours | Temps/Abandon                      | Grille | Points |
| ---- | -- | ------------------ | --------------------- | ----- | ---------------------------------- | ------ | ------ |
| 1    | 33 | Max Verstappen     | Red Bull-Honda        | 78    | 1 h 38 min 56 s 820 (157,833 km/h) | 2      | 25     |
| 2    | 55 | Carlos Sainz Jr.   | Ferrari               | 78    | + 8 s 968                          | 4      | 18     |
| 3    | 4  | Lando Norris       | McLaren-Mercedes      | 78    | + 19 s 427                         | 5      | 15     |
| 4    | 11 | Sergio Pérez       | Red Bull-Honda        | 78    | + 20 s 490                         | 9      | 12     |
| 5    | 5  | Sebastian Vettel   | Aston Martin-Mercedes | 78    | + 52 s 591                         | 8      | 10     |
| 6    | 10 | Pierre Gasly       | AlphaTauri-Honda      | 78    | + 53 s 896                         | 6      | 8      |
| 7    | 44 | Lewis Hamilton     | Mercedes              | 78    | + 1 min 08 s 231                   | 7      | 6 + 1  |
| 8    | 18 | Lance Stroll       | Aston Martin-Mercedes | 77    | + 1 tour                           | 13     | 4      |
| 9    | 31 | Esteban Ocon       | Alpine-Renault        | 77    | + 1 tour                           | 11     | 2      |
| 10   | 99 | Antonio Giovinazzi | Alfa Romeo-Ferrari    | 77    | + 1 tour                           | 10     | 1      |
| 11   | 7  | Kimi Räikkönen     | Alfa Romeo-Ferrari    | 77    | + 1 tour                           | 14     |        |
| 12   | 3  | Daniel Ricciardo   | McLaren-Mercedes      | 77    | + 1 tour                           | 12     |        |
| 13   | 14 | Fernando Alonso    | Alpine-Renault        | 77    | + 1 tour                           | 17     |        |
| 14   | 63 | George Russell     | Williams-Mercedes     | 77    | + 1 tour                           | 15     |        |
| 15   | 6  | Nicholas Latifi    | Williams-Mercedes     | 77    | + 1 tour                           | 18     |        |
| 16   | 22 | Yuki Tsunoda       | AlphaTauri-Honda      | 77    | + 1 tour                           | 16     |        |
| 17   | 9  | Nikita Mazepin     | Haas-Ferrari          | 75    | + 3 tours                          | 19     |        |
| 18   | 47 | Mick Schumacher    | Haas-Ferrari          | 75    | + 3 tours                          | 20     |        |
| Abd. | 77 | Valtteri Bottas    | Mercedes              | 29    | Écrou de roue                      | 3      |        |
| Np.  | 16 | Charles Leclerc    | Ferrari               | 0     | Transmission                       | (1)    |        |

### Pole position et record du tour
- Pole position :  Charles Leclerc (Ferrari) en 1 min 10 s 346 (170,773 km/h)[17].
- Meilleur tour en course :  Lewis Hamilton (Mercedes) en 1 min 12 s 909 (164,770 km/h) au soixante-neuvième tour ; septième de la course, il remporte le point bonus associé au meilleur tour en course[18].

### Tours en tête
- Max Verstappen (Red Bull-Honda) : 78 tours (1-78)[19]

## Classements généraux à l'issue de la course
| Pos. | Pilote             | Écurie                | Points |
| ---- | ------------------ | --------------------- | ------ |
| 1    | Max Verstappen     | Red Bull-Honda        | 105    |
| 2    | Lewis Hamilton     | Mercedes              | 101    |
| 3    | Lando Norris       | McLaren-Mercedes      | 56     |
| 4    | Valtteri Bottas    | Mercedes              | 47     |
| 5    | Sergio Pérez       | Red Bull-Honda        | 44     |
| 6    | Charles Leclerc    | Ferrari               | 40     |
| 7    | Carlos Sainz Jr.   | Ferrari               | 38     |
| 8    | Daniel Ricciardo   | McLaren-Mercedes      | 24     |
| 9    | Pierre Gasly       | AlphaTauri-Honda      | 16     |
| 10   | Esteban Ocon       | Alpine-Renault        | 12     |
| 11   | Sebastian Vettel   | Aston Martin-Mercedes | 10     |
| 12   | Lance Stroll       | Aston Martin-Mercedes | 9      |
| 13   | Fernando Alonso    | Alpine-Renault        | 5      |
| 14   | Yuki Tsunoda       | AlphaTauri-Honda      | 2      |
| 15   | Antonio Giovinazzi | Alfa Romeo-Ferrari    | 1      |

| Pos. | Écurie                | Points |
| ---- | --------------------- | ------ |
| 1    | Red Bull-Honda        | 149    |
| 2    | Mercedes              | 148    |
| 3    | McLaren-Mercedes      | 80     |
| 4    | Ferrari               | 78     |
| 5    | Aston Martin-Mercedes | 19     |
| 6    | AlphaTauri-Honda      | 18     |
| 7    | Alpine-Renault        | 17     |
| 8    | Alfa Romeo-Ferrari    | 1      |

## Statistiques
Le Grand Prix de Monaco 2021 représente :
- la 8e pole position de Charles Leclerc, toutes obtenues avec Ferrari[22] ;
- la 12e victoire de Max Verstappen[23] ;
- le 3e Grand Prix mené de bout en bout de Max Verstappen[24] ;
- la 66e victoire de Red Bull Racing[25] ;
- la 80e victoire de Honda en tant que motoriste[26].

Au cours de ce Grand Prix :
- il faut remonter à la saison 1996 pour trouver l'emplacement de la pole position vide, lorsque Michael Schumacher casse le moteur de sa Ferrari dans le tour de formation lors du Grand Prix de France à Magny-Cours[27] ;
- pour la 1re fois, un pilote monégasque, Charles Leclerc, réalise la pole position pour son Grand Prix national dans le cadre du championnat du monde de Formule 1[28] ;
- pour la 1re fois de sa carrière, Max Verstappen mène le championnat du monde des pilotes[29] ;
- pour la 1re fois depuis le Grand Prix d'Allemagne 2018 (1 036 jours), Mercedes n'est pas en tête du championnat du monde des constructeurs[30] ;
- pour la 1re fois depuis le Grand Prix du Brésil 2013, Red Bull Racing mène le championnat du monde des constructeurs, ce qui est également une première dans l'ère hybride[31] ;
- Carlos Sainz Jr. passe la barre des 400 points inscrits en Formule 1 (410 points)[32] ;
- Lando Norris passe la barre des 200 points inscrits en Formule 1 (202 points)[33] ;
- Sebastian Vettel est élu « Pilote du jour » à l'issue d'un vote organisé sur le site officiel de la Formule 1[34] ;
- l'écurie McLaren arbore une livrée spéciale bleu clair et orange, couleurs du pétrolier Gulf Oil, rappelant celle des voitures de Bruce McLaren dans les années 1960, ou encore la livrée de la Porsche 917 de Michael Delaney (Steve McQueen) dans le film Le Mans (1971)[35] ;
- six pilotes optent pour une décoration spéciale sur leur casque pour ce Grand Prix. Lando Norris et Daniel Ricciardo ont choisi une décoration en lien avec la livrée spéciale Gulf (totalement orange pour Ricciardo). Charles Leclerc rend hommage à Louis Chiron, seul monégasque vainqueur, en 1931, de sa course nationale. Les pilotes Williams George Russell et Nicholas Latifi ont souhaité évoquer le 750e Grand Prix de leur écurie tandis que Valtteri Bottas présente un casque au design plus extravagant que de coutume[36],[37],[38] ;
- Vitantonio Liuzzi (80 départs en Grands Prix entre 2005 et 2011, 26 points inscrits) est nommé conseiller par la FIA pour aider dans leurs jugements le groupe des commissaires de course[39] ;
- la championne de tennis Serena Williams (23 titres en Grand Chelem et quadruple championne olympique) brandit le drapeau à damier au terme des 78 tours de la course[40].